# Okinawa
Den här artikeln handlar om ön Okinawa hontō, Okinawas huvudö. För mer information om området, se Okinawa prefektur.
Okinawa (japanska: 沖縄本島, Okinawa-hontō, ”Okinawas huvudö”; okinawianska: Uchinaa) är en japansk ö belägen inom ögruppen Ryukyuöarna i Okinawa prefektur. Med en yta på 1 207,8 km² utgör Okinawa den största ön inom ögruppen. 2004 hade ön 1,4 miljoner invånare. Här ligger residensstaden Naha.

## Historia
Okinawa var centrum i det medeltida kungariket Ryukyu, med huvudstaden Shuri, ända fram till införlivandet i Japan 1879.
Under stillahavskriget var den bergiga ön en viktig japansk flygbas och marinbas. I slutet av mars 1945 utsattes ön för en omfattande amerikansk operation med såväl land-, som sjö- och flygstridskrafter. De amerikanska styrkorna leddes av amiral Raymond Spruance och vid landstigningen 1 april gjorde den japanska garnisonen, som bestod av ca 120 000 man, mycket hårt motstånd och striderna blev långvariga och mycket blodiga. Vid de japanska flygangreppen på USA:s marina enheter sattes ett stort antal kamikazeflygare in.
21 juni 1945 hade striderna mer eller mindre upphört och man beräknar att mer än 100 000 japaner hade stupat. De amerikanska styrkorna hade också åsamkats förluster. Cirka 13 000 hade stupat och omkring 26 000 hade sårats (se vidare slaget om Okinawa).
Efter detta ockuperades ön och ett flertal amerikanska baser uppfördes. Ön återlämnades till Japan 1972 även om stora amerikanska militärbaser finns kvar och amerikansk militär har motsvarande diplomatisk immunitet på Okinawa.

## Sport och kultur
Kampsporten karate kommer från Okinawa. Den från filmen Karate Kid kända Kesuke Miyagi kommer också från Okinawa.